# リン・エンスロー
リン・ハリソン・エンスロー（Linn Harrison Enslow、1891年2月26日 - 1957年11月3日）はアメリカ合衆国の衛生技師・化学者である。ボルチモアでアベル・ウォルマンと塩素処理システムを開発したことで最もよく知られている。このシステムのおかげで、現在までに1億7700万人の人の命が救われていると推計されている。 

## 人生
エンスローはバージニア州リッチモンドで、リンブリス・エンズローとマリー(ニー・ハリソン)・エンスローとの間に生まれる。 
ジョンズ・ホプキンス大学に進学し、化学を学んでいた時にエンスローはアベル・ウォルマンに出会った。卒業後、エンスローとウォルマンはメリーランド州の公衆衛生局で働き始め、1934年にチームを組んで塩素を使った水の浄化に関する研究を始めた。 
1957年当時、彼はニューヨークのクイーンズ地区に住み、『Water and Sewage Works』誌の編集者を務めていた。そして、同じ年にバージニア州ダブリンに所有する自身の農場で心臓発作で亡くなり、同地にある新ダブリン長老派教会墓地に埋葬がなされた。 

## 業績
塩素を利用することで水が浄化されることは、エンスローとウォルマンが発見する前から知られており、1854年のコレラ流行の際にはロンドンの飲料水を浄化する時に使用され、1888年には特許が取得されていた。しかし、塩素が水を浄化する過程についてはまだ十分理解されてはいなかった。1900年代初頭になると、アメリカ全土で都市が急速に拡大し水道水が普及し始めたが、飲料水を安全に、そして効率的に浄化する手段が発見されていなかったため、その当時ではコレラや赤痢、腸チフスといった病気が知らぬ間に広がることがあった。そのため、塩素で浄化された水道水を利用することが検討されたが、塩素はその量によっては人が死ぬことがあるので、当時はリスクが大きいと判断された。 
その問題に対して、メリーランド州の公衆衛生局でエンスローとウォルマンは一緒に、水の浄化において飲料水の酸性度、細菌含有量、および味に対する塩素の影響を分析し、水を安全に浄化するために必要な塩素の量を詳述する方法を考案した。1919年にその塩素処理法が発見されてから1941年までの間に、アメリカの水道システムの85%においてその方法が採用されるに至った。1997年にLife Magazine誌は、飲料水の浄化を「おそらく千年の間で最も重要な公衆衛生の進歩」と呼んだ。 